# Agrippina kiköt Germanicus hamvaival
Az Ősi Róma: Agrippina kiköt Germanicus hamvaival (Ancient Rome; Agrippina Landing with the Ashes of Germanicus) William Turner festménye, amely a londoni Tate gyűjteményének része.
Amikor Turner megkezdte pályafutását, csak más festők szemén keresztül ismerte Európát. A francia forradalmat követő háborúskodás, majd Napóleon inváziói egy rövid időszakot leszámítva lehetetlenné tették számára az utazást a kontinensen. 1802-ben eljutott Franciaországba és Svájcba, egyébként kénytelen volt megelégedni a nyaranta a Brit-szigeteken tett utazásokkal, amelyek során alapanyagot gyűjtött művészetéhez. 1817-től azonban megnyílt előtte Európa: eljutott ismét Franciaországba és Svájcba, valamint Belgiumba, Hollandiába, Németországba, Luxemburgba, Dániába, a cseh területekre és ami különös jelentőséggel bírt számára, Itáliába.
Turner először 1819-ben, 44 éves korában járt Itáliában. Hat hónapot töltött ott, bejárta az országot és 23 vázlatkönyvet töltött meg rajzokkal, feljegyzésekkel, ötletekkel. Hosszabb időt töltött Rómában, Velencében és Nápolyban. Itália történelmét, párás fényeit és ragyogó színeit rendkívül inspirálónak találta. Pályafutása során több alkalommal visszatért Európába, utoljára 1845-ben.
Turner Az Ősi Róma: Agrippina kiköt Germanicus hamvaival című festményét 1839-ben mutatta be Londonban. A kép ötvözi mindazt, amit a festő feljegyzett és felvázolt magának Rómában, valamint elképzeléseit az ókori eseményről. A festményen a város épületek ragyogó tömegeként emelkedik ki a párából, az előtérben a Tiberis. Éppen kiköt Agrippina hajója, amely férje, a meggyilkolt Germanicus hamvait hozza, a parton gyászolók tömege.